# MGC PPK
MGC PPKは、日本のトイガンメーカーであるMGCが製造販売したモデルガン。ワルサーPPKがモデルとなっている。
1964年に発売され、007シリーズのブームにより爆発的な人気を呼んだ。このヒットはMGCの知名度を上げるとともにモデルガンの存在を世間に広めた。
スライドアクションは他社でコピー品が相次いで作られるなど、この時代の傑作モデルガンのひとつになった。MGCは後にワルサーP38、モーゼルHSc、ベレッタポケットなどのタニオアクションモデルを発売したほか、中田商店はタニオアクション式のルガーP08を発売するなど、同機構は多くのモデルガンで採用された。